# El extraño viaje (film)
El extraño viaje è un film del 1964, diretto da Fernando Fernán Gómez.
È considerata come una delle pellicole più dissacratorie del periodo franchista.

## Trama
In un paese remoto castigliano, Paquita e Venancio sono due fratelli che vivono oppressi nella dimora dell'abbiente sorella Ignacia. Quest'ultima ha un amante, tale Fernando, interessato unicamente alla dote della consorte. Per mettere le mani sul malloppo, l'uomo è disposto a tutto, perfino ad uccidere la fidanzata. E non è il solo a volere i soldi.

## Produzione
La storia è stata originariamente scritta da Luis García Berlanga. Si rifà ad un fatto di cronaca realmente accaduto, noto come il "crimine di Mazzarron".
Nel cast principale venne scritturato Jesús Franco, noto regista iberico.
Il ruolo di Fernando era stato originariamente pensato per Jaime de Mora y Aragón.

## Distribuzione
Il film non uscì nelle sale cinematografiche italiane. È stato, per più di cinque anni, censurato in Spagna. Venne proiettato solo nel 1969.
Nel 1970 ha ottenuto un premio al Cinema Writers Circle Awards.
Attualmente, sono presenti solo copie home video in lingua originale.